# Берхтесгаден (національний парк)
Національний парк Берхтесгаден (нім. Nationalpark Berchtesgaden) — високогірний національний парк Німеччини в Альпах. Розташований в баварському районі Берхтесгаден.

## Історія
Спочатку парк був заповідником Кенігзее, названим на честь однойменного озера, яке розташувалося в альпійських горах. В озері довжиною 8 км і глибиною 188 м мешкає багато форелі. На західному березі озера була збудована церква св. Варфоломія споруди XII століття.
Також у парку знаходиться озеро — озеро Фунтензее.

## Сучасний стан
В парку можна зустріти європейську козулю, благородного оленя, сарну й альпійського гірського козла, причому останній був заново ввезений тільки в 1930-х роках. Принагідно можна побачити білоголового сипа і бороданя.
Також у парку є багато туристичних маршрутів.